# Aeroporto di Varna
L'aeroporto di Varna (IATA: VAR, ICAO: LBWN) (in bulgaro Международно летище Варна?, traslitterato Mezhdunarodno letisthe Varna) è un aeroporto bulgaro situato a Varna, capoluogo dell'omonimo distretto e importante centro turistico sul Mar Nero.
Nel 2015 con un movimento di oltre 1.389.000 passeggeri è il terzo scalo della Bulgaria dopo quelli di Sofia e Burgas.

## Storia

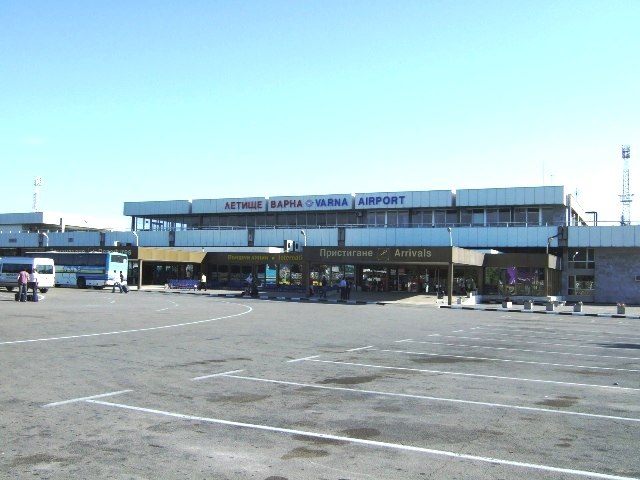
Area arrivi del Terminale 1

Il primo aeroporto della città, chiamato "Tihina" (in bulgaro Тихина?), sorse nell'area dell'attuale distretto di Asparuhovo, a ovest dell'area in cui oggi sorge il ponte. Esteso su un'area di 1,5 km² (1.500 decari), l'aeroporto ha accolto il primo volo il 21 dicembre 1919, inaugurando la tratta di posta aerea Sofia-Varna. Nel 1946, le accresciute esigenze della città avevano reso inadeguato il Tihina, e venne così istituita una commissione per scegliere il luogo di costruzione del nuovo aeroporto. La commissione scelse il villaggio di Aksakovo, situato pochi chilometri a ovest della città. Inaugurato nel 1948, il moderno aeroporto è stato ampliato a più riprese, con la costruzione di nuove piste nel 1961 e nel 1974, e di un nuovo terminale nel 1972.

L'aeroporto di Varna rileva un generale incremento del traffico passeggeri, beneficiando come quello di Burgas di una notevole crescita dell'industria del turismo bulgara. Dopo una lieve flessione dello 0,8% nel 2015, l'aeroporto prevede un aumento del 20% nel 2016, con l'atterraggio del milionesimo passeggero a inizio agosto 2016.
L’8 luglio 2014, Lars Mittank scomparve dal nulla scappando via dall’aeroporto di Varna, da allora nessuno lo vide mai più, diventando “la persona scomparsa più famosa su YouTube”.